# بيرت جونسون (نحات)
بيرت جونسون (بالإنجليزية: Burt Johnson)‏ هو نحات أمريكي، ولد في 25 أبريل 1890 في Flint, Ohio ‏ في الولايات المتحدة، وتوفي في 27 مارس 1927 في كلاريمونت في الولايات المتحدة.